# Rafael Assis (cầu thủ bóng đá, sinh 1993)
Rafael Assis da Cruz Rodrigues, hay Rafael Assis (sinh ngày 2 tháng 4 năm 1993) là một cầu thủ bóng đá người Brasil thi đấu cho Sanjoanense.

## Sự nghiệp câu lạc bộ
Anh ra mắt chuyên nghiệp tại Campeonato Mineiro cho Tupi vào ngày 2 tháng 2 năm 2013 trong trận đấu trước Villa Nova.